# 경부고속도로
| 2001년 이전 고속국도 노선 (기종점은 2001년 8월 24일 이전을 기준으로 함) | 2001년 이전 고속국도 노선 (기종점은 2001년 8월 24일 이전을 기준으로 함) |                                 |
| ----------------------------------------------------------------------- | ----------------------------------------------------------------------- | ------------------------------- |
| 노선 기호                                                               |                                                                         |                                 |
| 사용 기간                                                               | 1983년 ~ 1997년                                                         |                                 |
| 노선명                                                                  | 경부고속도로 (고속국도 제1호선)                                         | 경부고속도로 (고속국도 제1호선) |
| 기점                                                                    | 서울특별시 강남구                                                       | 서울특별시 강남구               |
| 종점                                                                    | 부산광역시 금정구                                                       | 부산광역시 금정구               |

경부고속도로(京釜高速道路, 고속국도 제1호선)는 부산과 서울을 연결하는 대한민국의 고속도로이다. 또한 대한민국 최장거리의 고속도로이기도 하며 거의 모든 구간이 아시안 하이웨이 1호선의 일부를 이루고 있다.

## 개요
1968년 2월 1일에 착공하여 1970년 7월 7일 완공되었다. 거의 모든 구간이 아시안 하이웨이 1호선 구간의 일부이다. 본래 경부고속도로였던 양재 나들목 ~ 한남대교 구간은 2002년 12월에 고속도로 구간에서 해제되었으며, 현재는 단순한 자동차 전용도로로 지정되었다. 이로 인해 자전거, 보행자, 우마차, 손수레 등의 통행이 금지되어 있다. 이륜 자동차(모터 사이클 혹은 오토바이)의 경우는 긴급 자동차로 지정된 이륜 자동차(싸이카 및 소방용 모터 사이클 등)에 한해 통행이 가능하나 그 외의 이륜 자동차와 초소형 전기 자동차, 농기계 등은 통행이 금지되어 있다. 
차로 수는 왕복 4차로에서 10차로로 되어 있으며, 모든 구간이 콘크리트와 아스팔트로 포장되어 있다. 대전광역시, 대구광역시, 울산광역시, 부산광역시 4개의 광역시와 수도권 대도시, 지역 거점 도시들을 거치기 때문에 대한민국에서는 ‘국토의 대동맥’등으로 부르기도 한다.
고속도로의 번호가 개통 당시와 동일하게 1번인 이유는 역사적 의미를 갖고 있고, 개정된 도로 번호를 적용하기 어려웠기 때문이다.

## 구간별 개통일
| 구간      | 연장(km) | 연도   | 개통일    |
| --------- | -------- | ------ | --------- |
| 오산~수원 | 13.8     | 1968년 | 12월 30일 |
| 수원~서울 | 22.4     | 1968년 | 12월 21일 |
| 대전~천안 | 67.0     | 1969년 | 12월 10일 |
| 천안~오산 | 38.1     | 1969년 | 9월 2일   |
| 부산~대구 | 123      | 1969년 | 12월 29일 |
| 대구~대전 | 152.0    | 1970년 | 7월 7일   |

## 구성
차로수
| 구간                            | 차선        |
| ------------------------------- | ----------- |
| 양재 나들목 ~ 판교 나들목       | 왕복 10차로 |
| 판교 나들목 ~ 서울 요금소       | 왕복 12차로 |
| 서울 요금소 ~ 기흥 나들목       | 왕복 8차로  |
| 기흥 나들목 ~ 오산 나들목       | 왕복 10차로 |
| 오산 나들목 ~ 목천 나들목       | 왕복 8차로  |
| 목천 나들목 ~ 남이 분기점       | 왕복 6차로  |
| 남이 분기점 ~ 청주 분기점       | 왕복 10차로 |
| 청주 분기점 ~ 회덕 분기점       | 왕복 8차로  |
| 회덕 분기점 ~ 동이면 소도교     | 왕복 6차로  |
| 동이면 소도교 ~ 영동1터널(영동) | 왕복 4차로  |
| 영동1터널(영동) ~ 김천 분기점   | 왕복 6차로  |
| 김천 분기점 ~ 경산 나들목       | 왕복 8차로  |
| 경산 나들목 ~ 양산 나들목       | 왕복 6차로  |
| 양산 나들목 ~ 양산 분기점       | 왕복 8차로  |
| 양산 분기점 ~ 부산기점          | 왕복 6차로  |

총 연장
- 416.1km

제한속도
| 구간                      | 속도                      |
| ------------------------- | ------------------------- |
| 구서 나들목 ~ 천안 나들목 | 최고 100km/h, 최저 50km/h |
| 천안 나들목 ~ 양재 나들목 | 최고 110km/h, 최저 50km/h |

### 터널
| 터널 이름    | 소재지                                          | 길이   | 준공 년도 | 비고         |
| ------------ | ----------------------------------------------- | ------ | --------- | ------------ |
| 경주터널     | 경상북도 경주시 건천읍 · 서면                   | 152m   | 1969년    | 서울 방면(1) |
| 경주터널     | 경상북도 경주시 건천읍 · 서면                   | 138m   | 1969년    | 서울 방면(2) |
| 경주터널     | 경상북도 경주시 건천읍 · 서면                   | 185m   | 2018년    | 부산 방면    |
| 황간터널     | 충청북도 영동군 추풍령면 · 황간면               | 624m   | 2006년    | 서울 방면    |
| 황간터널     | 충청북도 영동군 추풍령면 · 황간면               | 615m   | 2006년    | 부산 방면    |
| 영동3터널    | 충청북도 영동군 용산면                          | 484m   | 2015년    | 서울 방면    |
| 영동3터널    | 충청북도 영동군 용산면                          | 587m   | 2015년    | 부산 방면    |
| 영동2터널    | 충청북도 영동군 용산면                          | 584m   | 2015년    | 서울 방면    |
| 영동2터널    | 충청북도 영동군 용산면                          | 654m   | 2015년    | 부산 방면    |
| 영동1터널    | 충청북도 영동군 용산면 · 심천면                 | 578m   | 2003년    | 서울 방면    |
| 영동1터널    | 충청북도 영동군 용산면 · 심천면                 | 618m   | 2003년    | 부산 방면    |
| 옥천4터널    | 충청북도 옥천군 청성면                          | 873m   | 2003년    | 서울 방면    |
| 옥천4터널    | 충청북도 옥천군 청성면                          | 868m   | 2003년    | 부산 방면    |
| 옥천3터널    | 충청북도 옥천군 청성면                          | 1,593m | 2003년    | 서울 방면    |
| 옥천3터널    | 충청북도 옥천군 청성면                          | 1,613m | 2003년    | 부산 방면    |
| 옥천2터널    | 충청북도 옥천군 동이면                          | 212m   | 2003년    | 서울 방면    |
| 옥천2터널    | 충청북도 옥천군 동이면                          | 210m   | 2003년    | 부산 방면    |
| 옥천1터널    | 충청북도 옥천군 동이면                          | 690m   | 2003년    | 서울 방면    |
| 옥천1터널    | 충청북도 옥천군 동이면                          | 681m   | 2003년    | 부산 방면    |
| 삼양터널     | 충청북도 옥천군 옥천읍                          | 361m   | 2005년    | 서울 방면    |
| 삼양터널     | 충청북도 옥천군 옥천읍                          | 336m   | 2005년    | 부산 방면    |
| 증약터널     | 충청북도 옥천군 군북면 대전광역시 동구 대청동   | 755m   | 1999년    |              |
| 대전터널     | 대전광역시 동구 대청동 대전광역시 대덕구 비래동 | 812m   | 1999년    | 서울 방면    |
| 대전터널     | 대전광역시 동구 대청동 대전광역시 대덕구 비래동 | 796m   | 1999년    | 부산 방면    |
| 경부동탄터널 | 경기도 화성시 동탄동                            | 1,200m | 2023년    | 서울 방면    |
| 경부동탄터널 | 경기도 화성시 동탄동                            | 1,200m | 2024년    | 부산 방면    |

## 나들목 · 분기점
- 여기서 숫자는 진출입 교차점 (IC 및 JC) 번호를 말하고, TG는 요금소 (Tollgate), SA는 휴게소 (Service Area)를 뜻한다.
- 거리의 단위는 km이다.
- 중첩 구간은 번호란의 배경색을 참조.
  - 연한 파란색(■): 중앙고속도로 중첩 구간
  - 연한 초록색(■): 서산영덕고속도로 중첩 구간
  - 연한 하늘색(■): 당진청주고속도로 중첩 구간

| 번호                               | 이름                         | 로마자 이름                     | 구간 거리 | 누적 거리 | 접속 노선                                                                                                   | 소재지     | 소재지          | 비고 |
| ---------------------------------- | ---------------------------- | ------------------------------- | --------- | --------- | --- | ---------- | --------------- | --- |
|                                    | 부산기점                     | Busan                           | -         | 0.00      | 국도 제7호선 (중앙대로) 부산광역시도 제61호선 (중앙대로) 금정로                                             | 부산광역시 | 금정구          | 서울방향 기준으로 부산시점에서 구서동 만남의 광장 간 구간은 자동차 전용도로의 통행제한이 시행되지 않음 (금정문화회관, 동래여고에 진입하는 경우) |
| 1                                  | 구서                         | Guseo                           | 0.60      | 0.60      | 아시안 하이웨이 1호선 부산광역시도 제11호선 (번영로)                                                        | 부산광역시 | 금정구          | |
| 1-1                                | 영락                         | Yeongnak                        |           |           | 금정도서관로                                                                                                | 부산광역시 | 금정구          | 부산방향 진입과 서울방향 진출만 가능 영락공원 외에는 진출입 불가                                                                                |
| TG                                 | 부산 요금소                  | Busan TG                        |           |           | | 부산광역시 | 금정구          | 본선요금소 |
| 2                                  | 노포                         | Nopo                            | 4.48      | 5.08      | 아시안 하이웨이 6호선 국도 제7호선 (중앙대로) 부산광역시도 제61호선 (중앙대로) 고분로·체육공원로399번길     | 부산광역시 | 금정구          | 서울방향 진입과 부산방향 진출만 가능 |
| 2-1                                | 노포 분기점                  | Nopo JC                         | 4.48      | 5.08      | 600호선 부산외곽순환고속도로                                                                                | 부산광역시 | 금정구          | 부산방향의 경우 부산외곽순환고속도로(김해방향) 진출 불가능 서울방향의 경우 부산외곽순환고속도로(부산방향) 진출 불가능                           |
| SA                                 | 양산휴게소                   | Yangsan SA                      |           |           | | 경상남도   | 양산시          | 서울방향 |
| 3                                  | 양산 분기점                  | Yangsan JC                      | 7.76      | 12.84     | 551호선 중앙고속도로지선                                                                                    | 경상남도   | 양산시          | |
| 4                                  | 양산                         | Yangsan                         | 5.10      | 17.94     | 국도 제35호선 (양산대로)                                                                                    | 경상남도   | 양산시          | |
| 4-1 SA                             | 통도사 하이패스 통도사휴게소 | Tongdosa Hipass Tongdosa SA     | 12.76     | 30.70     | 국도 제35호선 (양산대로)                                                                                    | 경상남도   | 양산시          | 부산방향 하이패스 전용 나들목 부산방향 진입과 서울방향 진출만 가능 버스정류장 병행 구 통도사 나들목 부지                                        |
| 5                                  | 통도사                       | Tongdosa                        | 1.35      | 32.05     | 국도 제35호선 (반구대로)                                                                                    | 울산광역시 | 울주군          | |
| 5-1                                | 서울주 분기점                | W.Ulju JC                       |           |           | 14호선 함양울산고속도로                                                                                     | 울산광역시 | 울주군          | |
| 6                                  | 서울산                       | W.Ulsan                         | 6.43      | 38.48     | 국도 제35호선 (반구대로)                                                                                    | 울산광역시 | 울주군          | |
| 7                                  | 언양 분기점                  | Eonyang JC                      | 1.63      | 40.11     | 16호선 울산고속도로 (65호선 동해고속도로)                                                                   | 울산광역시 | 울주군          | 범서방향 진출시 동해고속도로 간접 연결 |
| SA                                 | 언양휴게소                   | Eonyang SA                      |           |           | | 울산광역시 | 울주군          | 서울방향 |
| 8                                  | 활천                         | Hwalcheon                       | 17.19     | 57.30     | 활천내와로 (국도 제35호선 (반구대로))                                                                       | 울산광역시 | 울주군          | |
| SA                                 | 경주휴게소                   | Gyeongju SA                     |           |           | | 경상북도   | 경주시          | 부산방향 |
| 9                                  | 경주                         | Gyeongju                        | 10.96     | 68.26     | 국도 제35호선 (반구대로·서라벌대로)                                                                         | 경상북도   | 경주시          | |
| SA                                 | 건천휴게소                   | Geoncheon SA                    |           | 75.9      | | 경상북도   | 경주시          | 양방향 |
| 10                                 | 건천                         | Geoncheon                       | 10.40     | 78.66     | 국도 제20호선 (건포산업로·단석로)                                                                           | 경상북도   | 경주시          | |
| 10-1                               | 영천 분기점                  | Yeongcheon JC                   |           | 90.7      | 301호선 영천상주고속도로                                                                                    | 경상북도   | 영천시          | 부산방향의 경우 영천상주고속도로(상주방향) 진출 불가능                                                                                          |
| 11                                 | 영천                         | Yeongcheon                      | 17.73     | 96.39     | 영천아이시로 (국도 제4호선 (대경로)) (국도 제35호선 (대경로))                                               | 경상북도   | 영천시          | |
| SA                                 | 평사휴게소                   | Pyeongsa SA                     |           | 105.7     | | 경상북도   | 경산시          | 부산방향 |
| SA                                 | 경산휴게소                   | Gyeongsan SA                    |           | 110.8     | | 경상북도   | 경산시          | 서울방향 |
| 12                                 | 경산                         | Gyeongsan                       | 16.45     | 112.84    | 지방도 제919호선 (대학로) (국가지원지방도 제69호선 (다문로·대학로))                                         | 경상북도   | 경산시          | |
| 13                                 | 동대구 분기점                | E.Daegu JC                      | 9.27      | 122.11    | 55호선 중앙고속도로 700호선 대구외곽순환고속도로                                                            | 대구광역시 | 동구            | 상매 분기점과 연계 부산방향의 경우 대구외곽순환고속도로 진출 불가능                                                                             |
| 14                                 | 도동 분기점                  | Dodong JC                       | 4.08      | 126.19    | 20호선 새만금포항고속도로                                                                                   | 대구광역시 | 동구            | 새만금포항고속도로 팔공산 나들목과 연계 |
| 16                                 | 북대구                       | N.Daegu                         | 7.68      | 133.87    | 대구광역시도 제12호선 (서변남로)                                                                            | 대구광역시 | 북구            | |
| 17                                 | 금호 분기점                  | Geumho JC                       | 5.48      | 139.35    | 55호선 중앙고속도로 451호선 중부내륙고속도로지선                                                            | 대구광역시 | 북구            | |
| 17-1                               | 칠곡 분기점                  | Chilgok JC                      |           |           | 700호선 대구외곽순환고속도로                                                                                | 경상북도   | 칠곡군          | |
| 18                                 | 칠곡물류                     | Chilgok Logistics Term.         | 10.74     | 150.09    | 국도 제4호선 (칠곡대로) 금호로                                                                              | 경상북도   | 칠곡군          | |
| 19                                 | 왜관                         | Waegwan                         | 3.18      | 153.27    | 국도 제4호선 (칠곡대로) 국가지원지방도 제79호선 (칠곡대로·호국로)                                           | 경상북도   | 칠곡군          | |
| SA                                 | 칠곡휴게소                   | Chilgok SA                      |           |           | | 경상북도   | 칠곡군          | 양방향 |
| SA                                 | 칠곡휴게소                   | Chilgok SA                      | 구미시    |           | | 경상북도   |                 | 양방향 |
| 20                                 | 남구미                       | S.Gumi                          | 13.98     | 167.25    | 낙동강변로 (국도 제33호선 (강변서로))                                                                       | 경상북도   | 구 낙동 나들목  | |
| 21                                 | 구미                         | Gumi                            | 5.07      | 172.32    | 지방도 제514호선 (구미대로·구미중앙로)                                                                      | 경상북도   |                 | |
| 21-1                               | 북구미                       | North Gumi                      | 6.96      | 179.28    | 송선로 | 경상북도   | 하이패스 나들목 | |
| 22                                 | 김천 분기점                  | Gimcheon JC                     | 3.90      | 183.18    | 45호선 중부내륙고속도로                                                                                     | 경상북도   | 김천시          | |
| 22-1                               | 동김천                       | E.Gimcheon                      | 8.82      | 192.00    | 국도 제3호선 (김천순환로) (국도 제59호선 (김선로·환경로))                                                   | 경상북도   | 김천시          | |
| SA                                 | 김천휴게소                   | Gimcheon SA                     |           |           | | 경상북도   | 김천시          | 양방향 |
| 23                                 | 김천                         | Gimcheon                        | 8.27      | 200.27    | 지방도 제514호선 (영남대로) (국도 제4호선 (영남대로·송설로))                                                | 경상북도   | 김천시          | |
| 24 SA                              | 추풍령 추풍령휴게소          | Chupungnyeong Chupungnyeong SA  | 12.05     | 212.32    | 봉산로 (국도 제4호선 (영남대로))                                                                            | 충청북도   | 영동군          | 양방향 |
| 25                                 | 황간                         | Hwanggan                        | 10.06     | 222.38    | 국가지원지방도 제68호선 (영동황간로)                                                                        | 충청북도   | 영동군          | |
| SA                                 | 황간휴게소                   | Hwanggan SA                     |           |           | | 충청북도   | 영동군          | 양방향 |
| 26                                 | 영동                         | Yeongdong                       | 9.89      | 232.27    | 국도 제19호선 (남부로) 지방도 제514호선 (남부로·용산로)                                                     | 충청북도   | 영동군          | |
| 27 SA                              | 금강 금강휴게소              | Geumgang Geumgang SA            | 16.04     | 248.31    | 금강로 | 충청북도   | 옥천군          | 양방향 회차 가능 |
| SA                                 | 옥천휴게소                   | Okcheon SA                      |           |           | | 충청북도   | 옥천군          | 양방향 |
| 28                                 | 옥천                         | Okcheon                         | 11.40     | 259.71    | 동부로·중앙로                                                                                               | 충청북도   | 옥천군          | |
| 29                                 | 비룡 분기점                  | Biryong JC                      | 8.67      | 268.38    | 35호선 통영대전고속도로 300호선 대전남부순환고속도로                                                        | 대전광역시 | 동구            | |
| 30                                 | 대전                         | Daejeon                         | 3.56      | 271.94    | 동서대로 | 대전광역시 | 대덕구          | |
| 31                                 | 회덕 분기점                  | Hoedeok JC                      | 5.95      | 277.89    | 30호선 서산영덕고속도로 251호선 호남고속도로지선                                                            | 대전광역시 | 대덕구          | |
| SA                                 | 신탄진휴게소                 | Sintanjin SA                    |           |           | | 대전광역시 | 대덕구          | 서울방향 |
| 32                                 | 신탄진                       | Sintanjin                       | 4.08      | 281.97    | 덕암로 신탄진로681번길 (국도 제17호선 (신탄진로))                                                           | 대전광역시 | 대덕구          | |
| SA                                 | 죽암휴게소                   | Jugam SA                        |           |           | | 충청북도   | 청주시          | 양방향 |
| 33                                 | 남청주                       | S.Cheongju                      | 11.08     | 293.05    | 국가지원지방도 제96호선 (연청로) (국도 제17호선 (청남로))                                                   | 충청북도   | 청주시          | 구 청원 나들목 |
| 34                                 | 청주 분기점                  | Cheongju JC                     | 3.50      | 296.55    | 30호선 서산영덕고속도로                                                                                     | 충청북도   | 청주시          | 구 청원 분기점 |
| 35                                 | 남이 분기점                  | Nami JC                         | 3.94      | 300.49    | 35호선 중부고속도로                                                                                         | 충청북도   | 청주시          | 부산방향의 경우 중부고속도로(하남방향) 진출 불가능                                                                                              |
| 36                                 | 청주                         | Cheongju                        | 4.62      | 305.11    | 국도 제36호선 (가로수로)                                                                                    | 충청북도   | 청주시          | |
| SA 36-1                            | 옥산휴게소 옥산              | Oksan SA Oksan                  | 3.61      | 308.72    | 지방도 제508호선 (오송가락로)                                                                               | 충청북도   | 청주시          | 부산방향 하이패스 전용 나들목 |
| 36-2                               | 옥산 분기점                  | Oksan JC                        | 8.88      | 317.60    | 32호선 당진청주고속도로                                                                                     | 충청북도   | 청주시          | |
| SA                                 | 청주휴게소                   | Cheongju SA                     |           |           | | 충청북도   | 청주시          | 서울방향 |
| SA                                 | 천안호두휴게소               | Cheonan Hodo SA                 |           |           | | 충청남도   | 천안시          | 부산방향 |
| 37                                 | 목천                         | Mokcheon                        | 12.31     | 329.91    | 삼방로·충절로                                                                                               | 충청남도   | 천안시          | |
| 38                                 | 천안 분기점                  | Cheonan JC                      | 3.53      | 333.44    | 25호선 논산천안고속도로 32호선 당진청주고속도로                                                             | 충청남도   | 천안시          | |
| SA                                 | 천안삼거리휴게소             | Cheonan-Samgeori SA             |           |           | | 충청남도   | 천안시          | 서울방향 |
| 39                                 | 천안                         | Cheonan                         | 6.70      | 340.14    | 국도 제1호선 (삼성대로·만남로) 국도 제23호선 (만남로) 국가지원지방도 제23호선 (만남로·망향로)               | 충청남도   | 천안시          | 제한속도 110km/h 시점 |
| SA                                 | 망향휴게소                   | Manghyang SA                    |           |           | | 충청남도   | 천안시          | 부산방향 |
| 39-1                               | 북천안                       | N.Cheonan                       | 8.36      | 348.50    | 국도 제34호선 (삼사로)                                                                                      | 충청남도   | 천안시          | |
| SA                                 | 입장거봉포도휴게소           | Ipjang Geobong Podo SA          |           |           | | 충청남도   | 천안시          | 서울방향 |
| 40                                 | 안성                         | Anseong                         | 11.61     | 360.11    | 국도 제38호선 (서동대로)                                                                                    | 경기도     | 안성시          | 구 안성평택 나들목 |
| SA                                 | 안성휴게소                   | Anseong SA                      |           |           | | 경기도     | 안성시          | 부산방향 |
| 41                                 | 안성 분기점                  | Anseong JC                      | 4.83      | 364.94    | 40호선 평택제천고속도로                                                                                     | 경기도     | 안성시          | |
| SA                                 | 안성휴게소                   | Anseong SA                      |           |           | | 경기도     | 안성시          | 서울방향 |
| 41-1                               | 남사진위                     | Namsa-Jinwi                     |           |           | 용구대로 | 경기도     | 용인시          | |
| 42                                 | 오산                         | Osan                            | 13.27     | 378.21    | 동부대로·원동로 (국도 제1호선 (경기대로)) (지방도 제310호선 (경기대로))                                     | 경기도     | 오산시          | |
| 42-1                               | 동탄 분기점                  | Dongtan JC                      | 3.89      | 382.10    | 400호선 수도권제2순환고속도로                                                                               | 경기도     | 화성시          | 부산방향의 경우 수도권제2순환고속도로(양평방향) 진출 불가능                                                                                     |
| 43                                 | 기흥동탄                     | Giheung-Dongtan                 | 4.39      | 386.49    | 지방도 제318호선 (삼성2로) 삼성로 동탄중앙로                                                                | 경기도     | 화성시          | 구 기흥 이설 나들목 |
| 43                                 | 기흥                         | Giheung                         | 0.70      | 387.19    | 지방도 제318호선 (삼성2로) (지방도 제317호선 (동탄기흥로))                                                  | 경기도     | 용인시          | 서울방향 진입과 부산방향 진출만 가능 |
| SA                                 | 기흥휴게소                   | Giheung SA                      |           |           | | 경기도     | 용인시          | 부산방향 |
| 44                                 | 수원신갈                     | Suwon-Singal                    | 5.09      | 392.28    | 국도 제42호선 (중부대로) 국가지원지방도 제98호선 (중부대로) 신수로                                          | 경기도     | 용인시          | 구 수원 나들목 진출입 요금소 분리 |
| 45                                 | 신갈 분기점                  | Singal JC                       | 2.68      | 394.96    | 50호선 영동고속도로                                                                                         | 경기도     | 용인시          | |
| SA                                 | 죽전휴게소                   | Jukjeon SA                      |           |           | | 경기도     | 용인시          | 서울방향 |
| TG                                 | 서울 요금소                  | Seoul TG                        |           |           | | 경기도     | 성남시          | 본선요금소 |
| 47                                 | 판교                         | Pangyo                          | 11.98     | 406.94    | 국가지원지방도 제23호선 (대왕판교로) 국가지원지방도 제57호선 (서현로)                                       | 경기도     | 성남시          | 서울방향 진입, 부산방향 진출 시 요금 지불 서울방향 진입 시 판교 분기점과 연계                                                                   |
| 48                                 | 판교 분기점                  | Pangyo JC                       | 1.10      | 408.04    | 100호선 수도권제1순환고속도로                                                                               | 경기도     | 성남시          | 부산방향의 경우 수도권제1순환고속도로 진출 불가능                                                                                               |
| 48                                 | 대왕판교                     | Daewang-Pangyo                  | 0.28      | 408.32    | 달래내로 국가지원지방도 제23호선 (대왕판교로)                                                               | 경기도     | 성남시          | 서울방향 진입과 부산방향 진출만 가능, 진출입 시 요금 지불 구 판교 임시 나들목                                                                   |
| 48-1                               | 금토 분기점                  | Geumto JC                       | 0.98      | 409.30    | 171호선 용인서울고속도로                                                                                    | 경기도     | 성남시          | 서울방향의 경우 용인서울고속도로(용인방향) 진출 불가능                                                                                          |
| SA                                 | 서울만남의광장휴게소         | Seoul Underground Rendezvous SA |           |           | | 서울특별시 | 서초구          | 부산방향 구 서울 요금소 부지 |
| 49                                 | 양재                         | Yangjae                         | 6.75      | 416.05    | 국도 제47호선 (양재대로) 경부간선도로(구 경부고속도로) 서울특별시도 제41호선 (강남대로·헌릉로) 양재대로12길 | 서울특별시 | 서초구          | 서울종점 |
| 경부간선도로(구 경부고속도로) 직결 |                              |                                 |           |           | |            |                 | |

## 주요 통과지
부산광역시
- 금정구 (구서동 - 선동 - 두구동 - 노포동)

경상남도
- 양산시 (동면 - 다방동 - 남부동 - 중부동 - 북부동 - 신기동 - 북정동 - 산막동 - 상북면 - 하북면)

울산광역시
- 울주군 (삼동면 - 삼남읍 - 언양읍 - 두동면 - 두서면)

경상북도
- 경주시 (내남면 - 율동 - 광명동 - 건천읍 - 서면) - 영천시 (북안면 - 본촌동 - 금호읍 - 대창면 - 금호읍 - 대창면) - 경산시 (진량읍 - 하양읍)

대구광역시
- 동구 (숙천동 - 사복동 - 대림동 - 괴전동 - 동내동 - 괴전동 - 신서동 - 각산동 - 율암동 - 신평동 - 부동 - 방촌동 - 둔산동 - 검사동 - 도동 - 봉무동 - 불로동) - 북구 (검단동 - 산격동 - 서변동 - 조야동 - 노곡동 - 팔달동 - 금호동 - 사수동)

경상북도
- 칠곡군 지천면

대구광역시
- 달성군 하빈면

경상북도
- 칠곡군 (지천면 - 왜관읍 - 석적읍 - 북삼읍) - 구미시 (오태동 - 임은동 - 사곡동 - 광평동 - 신평동 - 송정동 - 원평동 - 도량동 - 선기동 - 부곡동) - 김천시 (아포읍 - 남면 - 농소면 - 덕곡동 - 지좌동 - 모암동 - 신음동 - 교동 - 삼락동 - 봉산면)

충청북도
- 영동군 (추풍령면 - 매곡면 - 황간면 - 용산면) - 옥천군 청성면 - 영동군 용산면 - 옥천군 (청성면 - 동이면 - 옥천읍 - 군북면)

대전광역시
- 동구 (신상동 - 세천동 - 신상동 - 비룡동) - 대덕구 (비래동 - 송촌동 - 법동 - 읍내동 - 연축동 - 신대동 - 와동 - 산서동 - 덕암동 - 목상동 - 석봉동)

충청북도
- 청주시 서원구 (현도면 - 남이면) - 흥덕구 석곡동 -  서원구 남이면 - 흥덕구 (신전동 - 수의동 - 석소동 - 강내면 - 옥산면) - 청원구 오창읍 - 흥덕구 옥산면

충청남도
- 천안시 동남구 (병천면 - 수신면 - 성남면 - 목천읍 - 삼룡동 - 구성동 - 원성동 - 신부동 - 안서동) - 서북구 (성거읍 - 직산읍 - 입장면)

경기도
- 안성시 미양면

충청남도
- 천안시 서북구 입장면

경기도
- 안성시 (미양면 - 공도읍) - 평택시 용이동 - 안성시 원곡면 - 평택시 (월곡동 - 청룡동) - 안성시 원곡면 - 평택시 진위면 - 안성시 원곡면 - 평택시 진위면 - 용인시 처인구 남사읍 - 평택시 진위면 - 오산시 (고현동 - 원동 - 부산동 - 오산동 - 부산동) - 화성시 (방교동 -  오산동 - 영천동) - 용인시 기흥구 (고매동 - 공세동 - 보라동 - 하갈동 - 보라동 - 상갈동 - 신갈동 - 보정동 - 마북동 - 보정동) - 수지구 (죽전동 - 동천동) - 성남시 분당구 (구미동 - 동원동 - 금곡동 - 궁내동 - 백현동 - 삼평동) - 수정구 (금토동 - 상적동)

서울특별시
- 서초구 (신원동 - 원지동 - (양재동(우면동))-서초동

## 교통량
2009년의 교통량 정보는 다음과 같다.
| 구간          | 거리 (km) | 평균 통행량 (대/일) | 평균 통행량 (대/일) |
| 구간          | 거리 (km) | 12시간              | 24시간              |
| ------------- | --------- | ------------------- | ------------------- |
| 구서 ~ 언양   | 40.0      | 43,934              | 58,852              |
| 언양 ~ 동대구 | 82.2      | 30,842              | 42,905              |
| 동대구 ~ 금호 | 17.3      | 80,110              | 118,495             |
| 금호 ~ 김천   | 43.9      | 55,552              | 86,345              |
| 김천 ~ 회덕   | 94.8      | 22,949              | 36,376              |
| 회덕 ~ 남이   | 22.6      | 69,491              | 103,187             |
| 남이 ~ 천안   | 32.9      | 55,362              | 79,993              |
| 천안 ~ 안성   | 31.5      | 91,418              | 126,835             |
| 안성 ~ 신갈   | 30.0      | 98,519              | 138,298             |
| 신갈 ~ 양재   | 21.0      | 115,567             | 175,044             |

최고 통행량 지점은 수원신갈 나들목부터 신갈 분기점까지의 2.5 km 구간으로, 24시간에 189,828대 (10개 차로, 차로 당으로 환산하면 18,983대/차로)가 통과한다. 차로 당 최고 통행량 지점은 신갈 분기점부터 판교 분기점까지 13.0 km 구간으로 24시간 당 차로 당 23,038대 (판교에서 서울 요금소까지는 서울 방향 5차로, 부산 방향 8차로, 이후 구간은 왕복 10차로), 총 184,310대)가 통과한다. 경부고속도로는 대한민국에서 가장 통행량이 많은 고속도로 중의 하나지만, 대체 도로 등이 계속 개통되면서 2005년부터는 대체로 감소하는 추세이다.

## 구간 과속 단속
- 안성 휴게소 ~ 오산 나들목 (서울 방향 6.2km 구간, 2014년 2월 17일부터 시행)[11][12]
- 경산 나들목 ~ 동대구 분기점 (양 방향 6km 구간, 2015년 8월 말부터 시행)
- 신탄진 나들목 ~ 죽암 휴게소 ~ 청주 분기점 (양 방향 11km 구간, 2019년 1월부터 시행)
- 금강 나들목 ~ 영동 나들목 (부산 방향 14km 구간, 2017년 10월 10일부터 시행)
- 황간 휴게소 ~ 금강 나들목 (서울 방향 15.3km 구간, 제한속도 100km/h)
- 영천 분기점 ~ 건천 나들목 (부산 방향 8.2km 구간, 제한속도 100km/h)
- 언양휴게소 ~ 활천 나들목 (서울 방향 12.3km 구간, 제한속도 100km/h)
- 천안 나들목 ~ 입장 휴게소 (서울 방향 11km 구간, 제한속도 110km/h)
- 수원신갈 나들목 ~ 서울 요금소 (서울 방향 11km 구간, 제한속도 110km/h)
- 오산 나들목 ~ 안성 분기점 (부산 방향) 11.0km, 제한속도 110km/h)
- 영천 분기점 ~ 건천 나들목 (부산 방향) 8.2km, 제한속도 100km/h)
- 칠곡휴게소 ~ 남구미 나들목 (서울 방향) 8.2km, 제한속도 100km/h)
- 칠곡물류 나들목 ~ 금호 분기점 (부산 방향) 8.9km, 제한속도 100km/h)
- 입장거봉포도휴게소 ~ 천안 나들목 (부산 방향) 11.3km, 제한속도 110km/h)
- 통도사휴게소 ~ 양산 나들목 (부산 방향) 10.1km, 제한속도 100km/h)

## 사진

### 서울~대구
서울-대구
- 서울 요금소 (요금소 표지판 개정전)
- 성남시/용인시 경계 지역
- 대전터널 (서울방향)
- 대전 나들목 진출로 (서울방향)
- 비룡 분기점 (서울 방향)
- 비룡 분기점 안내 표지판 (서울방향)
- 금강 나들목
- 버스전용차로
- 남구미 나들목

대구-부산
- 영천시
- 북안졸음쉼터
- 영천분기점
- 북안면 고지리
- 북안면 고지리 구간단속 시점
- 북안면 도천리
- 서면 아화리
- 건천휴게소 500 m 표지
- 건천휴게소
- 동해선 모량역과의 교차
- 경주 나들목 2 km 표지
- 내남면 이조리 동해선 철교와 안개로 인한 80 km/h 감속 안내
- 경주휴게소 2 km 표지
- 경주휴게소 입구
- 경주휴게소
- 활천 나들목
- 노포-양산 간 오르막차로
- 노포-양산 간 오르막차로 끝
- 부산 시점
- 부산 시점

## 고속도로 지정 해제 구간
과거 양재 나들목 ~ 한남대교 구간은 경부고속도로의 일부 구간이었으나, 2002년에 이 구간의 관리권이 한국도로공사에서 서울특별시로 이양 되면서 고속도로 구간에서 해제되어 일반 자동차 전용도로가 되었다. 때문에 현재는 양재 나들목이 고속국도 제1호선 경부고속도로의 종점이다. 그러나 도로명 주소상 정식 도로명은 여전히 경부고속도로이며, 교통방송 등에서는 아직도 경부고속도로라고 하거나 혹은 “시구간”이라는 명칭을 사용하며, 경부고속도로와 이어지는 만큼 이 구간도 아시안 하이웨이 1호선으로 지정되어 있다. 한편, 이 도로는 고속도로 구간에서 해제되기 직전인 2002년 11월 25일자로 전 구간이 자동차 전용도로로 지정되었다. 2006년 1월 26일에 이 구간은 경부고속도로라는 이름과 함께 서울특별시도 제06호선 경부간선도로로 지정되었다.
아래 표에서, 구간 거리는 2002년 도로현황조서를 바탕으로 하였다.
| 종류              | 이름              | 로마자 이름       | 구간 거리         | 누적 거리         | 접속 노선                                                 | 소재지            | 소재지            | 비고                                 |                   |
| 경부고속도로 직결 | 경부고속도로 직결 | 경부고속도로 직결 | 경부고속도로 직결 | 경부고속도로 직결 | 경부고속도로 직결                                         | 경부고속도로 직결 | 경부고속도로 직결 | 경부고속도로 직결                    | 경부고속도로 직결 |
| ----------------- | ----------------- | ----------------- | ----------------- | ----------------- | --------------------------------------------------------- | ----------------- | ----------------- | ------------------------------------ | ----------------- |
| IC                | 양재              | Yangjae           | -                 | 0.00              | 경부고속도로 국도 제47호선 (양재대로) 양재대로12길 헌릉로 | 서울특별시        | 서초구            |                                      |                   |
| IC                | 서초              | Seocho            | 2.56              | 2.56              | 남부순환로                                                | 서울특별시        | 서초구            | 한남방향 진입로 폐쇄                 |                   |
| IC                | 반포              | Banpo             | 2.28              | 4.84              | 사평대로                                                  | 서울특별시        | 서초구            | 양재방향 진입과 한남방향 진출만 가능 |                   |
| IC                | 잠원              | Jamwon            | 0.74              | 5.58              | 신반포로                                                  | 서울특별시        | 서초구            | 한남방향 진출입로 없음               |                   |
| JC                | 한남대교 분기점   | Hannamdaegyo Br.  | 1.28              | 6.86              | 한남대교 강남대로 올림픽대로 압구정로·잠원로              | 서울특별시        | 강남구            | 본래는 잠원 나들목의 일부            |                   |
| 강남대로 직결     |                   |                   |                   |                   |                                                           |                   |                   |                                      |                   |

### 통과하는 지역
- 서울특별시
  - 서초구 - 강남구

### 제한 속도
- 전 구간 : 최고 80km/h, 최저 50km/h

## 옛 경부고속도로 구간
1990년대 대대적으로 착공된 경부고속도로 대전 ~ 대구 구간의 선형 개량 및 일부 확장 공사로 인해 대전 ~ 영동 구간에는 옛 경부고속도로 구간들이 많이 남아있으며, 대전광역시와 옥천군 구간에 있는 도로들은 일반도로로 활용 중이다. 구 경부고속도로의 목록은 다음과 같다.
- 대전육교 - 대한민국의 국가등록문화재 783호로 등록되어 있다.
- 신상로 (대전광역시 대덕구 가양비래공원 ~ 충청북도 옥천군 군북면) - 대전터널을 포함한다.
- 옥천 나들목 진입로 일부
- 금강로 (충청북도 옥천군 동이면 ~ 옥천군 청성면) - 구 당재터널을 포함하며, 일부는 한쪽 도로만을 활용 중이다.
- 충청북도 영동군 황간면의 방치된 4차선 도로 - 현재의 경부고속도로 옆으로 잠깐 4차선 도로의 흔적이 보인다.
- 구 영동터널 ~ 영동 나들목 - 최근까지 쓰였던 구간으로 2015년 9월 폐도 처리되었다.

구 경부고속도로
- 구 경부고속도로 대전육교
- 옥천군 군북면 증약리, 대덕터널 입구 (대전방향)
- 대전광역시 동구 신상동 (전방의 교차로는 원래 있던 것이 아니라 고속도로 해지 후 새로 생긴 것이다.)
- 대전광역시 동구 신상동, 신상교
- 대전광역시 동구 신상동
- 대전광역시 동구 비룡동, 대전터널 입구 (대전방향)
- 대전광역시 대덕구 비래동, 대전육교
- 대전광역시 대덕구 비래동, 대전터널 입구 (대구방향)
- 옥천군 군북면 증약리
- 옥천군 동이면 우산리
- 옥천군 동이면 우산리
- 옥천군 당재터널
- 옥천군 청성면 묘금리
- 옥천군 청성면 묘금리

## 같이 보기
- 아시안 하이웨이 1호선
- 경부 활주로
- 박정희 정부#시급한 과제가 아니던 대규모 경부 고속도로 건설